# Коллелонго
Коллелонго, Коллелонґо (італ. Collelongo) — муніципалітет в Італії, у регіоні Абруццо,  провінція Л'Аквіла.
Коллелонго розташоване на відстані близько 95 км на схід від Рима, 60 км на південь від Л'Акуїли.
Населення — 1259 осіб (2014).
Щорічний фестиваль відбувається 16 серпня. Покровитель — S. Rocco.

## Демографія
Населення за роками:

Станом на 1 січня 2023 року в муніципалітеті офіційно проживало 78 іноземців з 16 країн, серед них 22 громадяни країн Євросоюзу та 4 громадяни України.

## Сусідні муніципалітети
- Бальсорано
- Чивіта-д'Антіно
- Лечче-ней-Марсі
- Ортуккьо
- Сан-Вінченцо-Валле-Ровето
- Тразакко
- Віллаваллелонга